# 高安 (天順進士)
高安（1410年—？），字邦寧，江西吉安府吉水縣人，明朝政治人物。進士出身。

## 生平
應天府鄉試第三十三名。天順元年（1457年）丁丑科會試第一百六十七名，殿試登進士第三甲第一百七十四名。

## 家族
曾祖高以文。祖父高元巽。父亲高自義。